# Stuttgarter Straßenbahnen

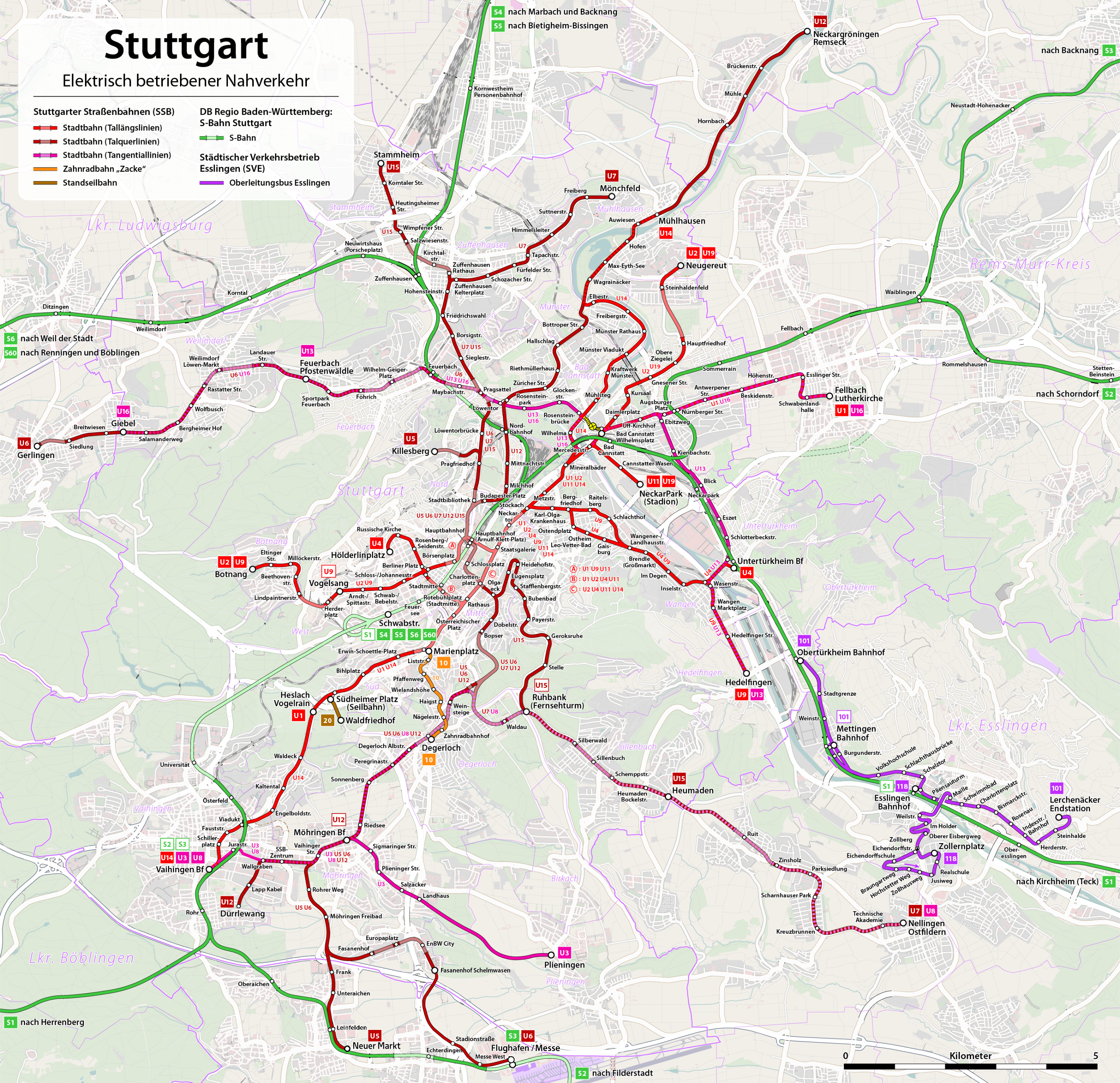
Elektrisch betriebene ÖPN-Verkehrsmittel in Stuttgart und Esslingen am Neckar

Die Stuttgarter Straßenbahnen AG (SSB) ist das Verkehrsunternehmen der Landeshauptstadt Stuttgart. Sie ist in den Verkehrs- und Tarifverbund Stuttgart (VVS) eingebunden. Die SSB betreiben 16 Stadtbahnlinien, eine Zahnradbahnlinie, eine Standseilbahn, 44 Buslinien und eine nicht in den Tarif des VVS eingebundene Parkeisenbahn (Killesbergbahn). Hinzu kommt eine nicht-öffentliche Kinderstraßenbahn.
Sitz des Unternehmens ist das SSB-Zentrum im Gewerbegebiet Wallgraben im Stadtbezirk Möhringen.

## Unternehmensstruktur
Anteilseigner der Stuttgarter Straßenbahnen AG sind die Stuttgarter Versorgungs- und Verkehrsgesellschaft mbH (SVV) mit 90 % und die Landeshauptstadt Stuttgart mit 10 %. Da die Landeshauptstadt Stuttgart der alleinige Gesellschafter der SVV ist, verfügt sie insgesamt über 100 % der Aktien der Stuttgarter Straßenbahnen AG.
Hintergrund dieser Konstruktion waren steuerliche Gründe, da früher unter dem Dach der SVV die SSB AG und die Technischen Werke der Stadt Stuttgart (TWS) gebündelt waren. Somit konnten Erträge der TWS auf die verlustreiche SSB umgeschichtet werden. Mit der Auflösung der TWS wurde die SVV mit einem Vermögen von rund 500 Mio. Euro ausgestattet. Die Kapitalerträge der SVV finanzieren noch heute die Verluste der SSB, sodass ein Verlustvortrag nicht über den städtischen Haushalt der Stadt Stuttgart ausgeglichen werden muss.
Bis 2009 waren noch die Erben der ehemaligen Filderbahn-Eigentümer mit 0,01 % an der SVV beteiligt. Die Stadt Stuttgart übernahm deren Anteile, um als Alleininhaberin die Verkehrsleistungen im Stadtgebiet Stuttgart weiterhin direkt, also ohne Ausschreibungspflicht, an die SSB vergeben zu können (sog. Inhouse-Vergabe).
Zu den Beteiligungen der Stuttgarter Straßenbahnen AG zählen die Touristiktochter SSB Reisen GmbH (100 %) und die Verkehrs- und Tarifverbund Stuttgart GmbH (26 %). Bis zu deren Auflösung zum Jahresende 2015 war die SSB mit 12,5 % an der END Verkehrsgesellschaft mbH & Co. KG beteiligt.
Der Verwaltungsausschuss der Stadt Stuttgart beschloss im September 2015, das Grundkapital der SSB um 9,9 auf 176,9 Millionen Euro zu erhöhen.

## Angebot

### Stadtbahn

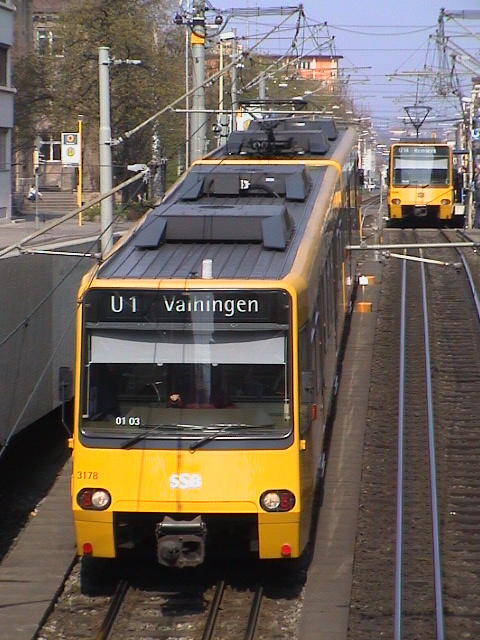
Stadtbahnlinie U1 zwischen Stöckach und Neckartor

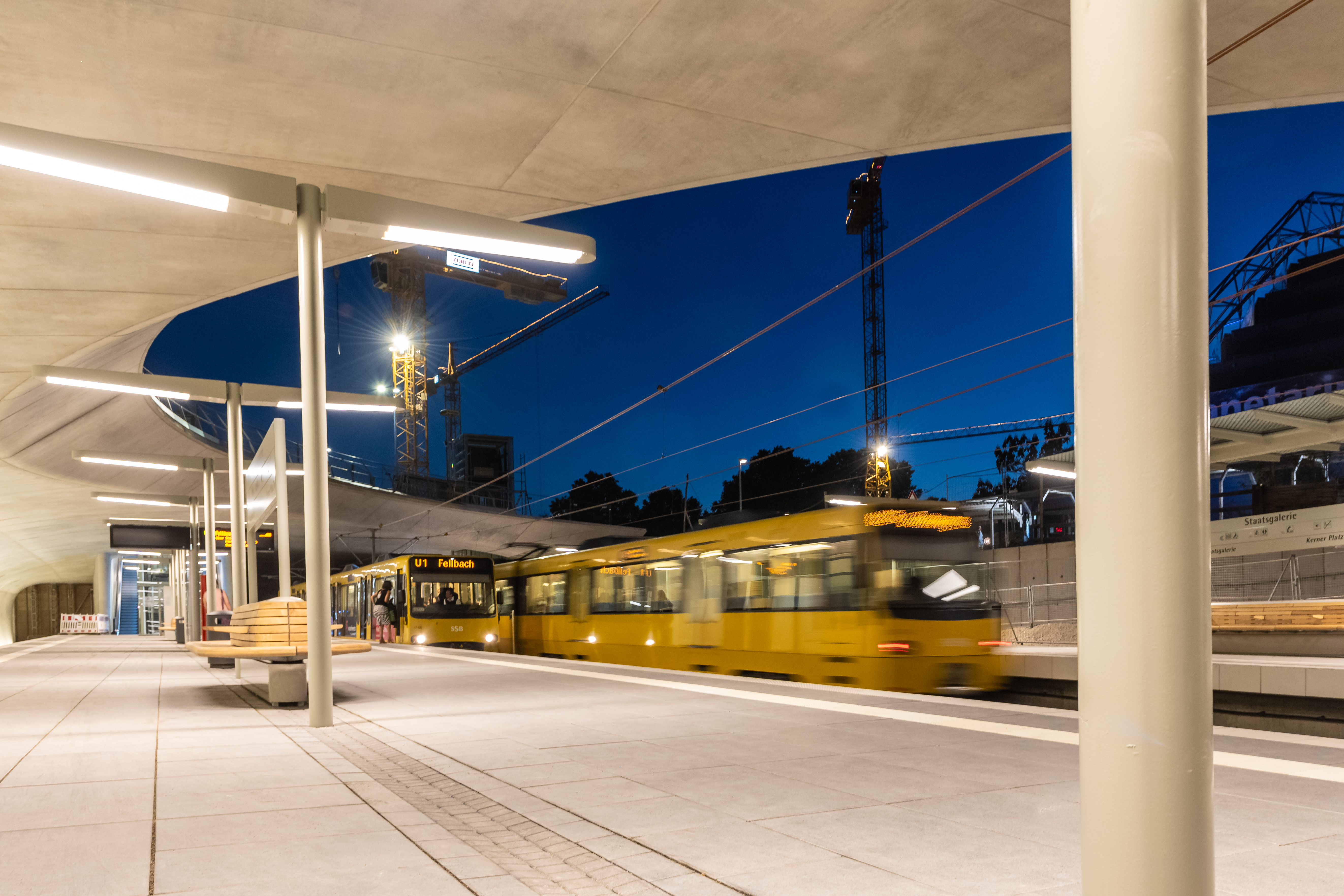
Neue Haltestelle Staatsgalerie

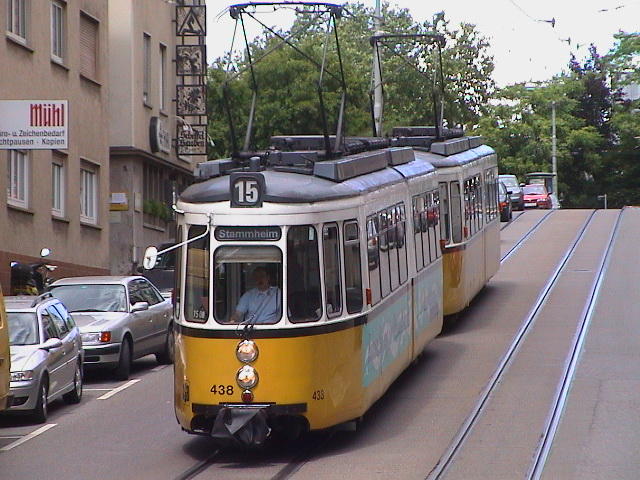
Straßenbahnlinie 15 auf einer steilen Strecke in der Haußmannstraße im Jahr 2001. Heute wird diese Strecke von der U15 befahren.

Das Stadtbahnnetz umfasst reguläre 15 Linien und eine Sonderlinie in Normalspur, elf davon sind seit 1983 aus ehemaligen Straßenbahnlinien hervorgegangen. Die SSB besitzen 224 Stadtbahnzüge des Typs DT 8, davon zwei Prototyp-Einzelwagen, die im Straßenbahnmuseum Stuttgart abgestellt sind.

### Zahnradbahn

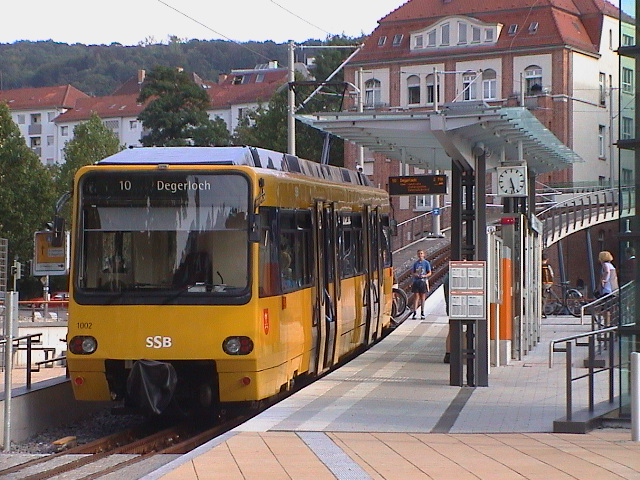
Zahnradbahn am Marienplatz

Die Zahnradbahn trägt offiziell die Linienbezeichnung 10, wird aber inzwischen in Plänen der SSB auch mit dem seit 1984 propagierten Begriff Zacke – statt im Volksmund Zacketse – versehen. Die Strecke mit bis zu 17,8 % Steigung führt vom Marienplatz in Stuttgart-Süd hinauf nach Degerloch.

### Standseilbahn

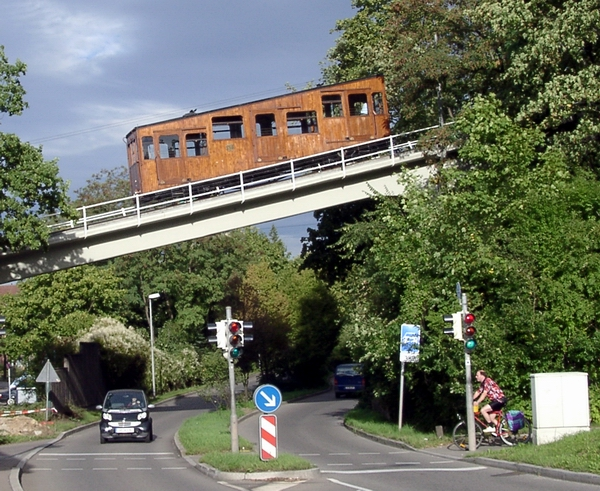
Standseilbahn

Die Standseilbahn trägt offiziell die Linienbezeichnung 20, wird aber in Plänen der SSB als Seilbahn bezeichnet. Sie bewältigt auf ihrer Strecke vom Südheimer Platz hinauf zum Waldfriedhof eine Steigung von 27 %.

### Straßenbahn
Die SSB ist, wie ihr Name erkennen lässt, aus einem Straßenbahnbetrieb entstanden (siehe auch Abschnitt Geschichte). Das Straßenbahnsystem wurde in einer langwierigen Umstellungsphase durch den Bau von Hochbahnsteigen, Tunnelbauten, Umspurung und Beschaffung neuer Fahrzeuge in ein modernes Stadtbahnsystem verwandelt. Mit der Umstellung der letzten meterspurigen Straßenbahnlinie 15 am 8. Dezember 2007 endete die Ära der Straßenbahn im regulären Verkehr in Stuttgart.
Bis heute werden einige historische Straßenbahnen durch den Verein Stuttgarter Historische Straßenbahnen betriebsfähig erhalten und fahren als „Oldtimerlinien“ sonntags auf den verbliebenen meterspurigen Strecken im Stadtbahnnetz (siehe Historischer Fahrbetrieb).

### Bus

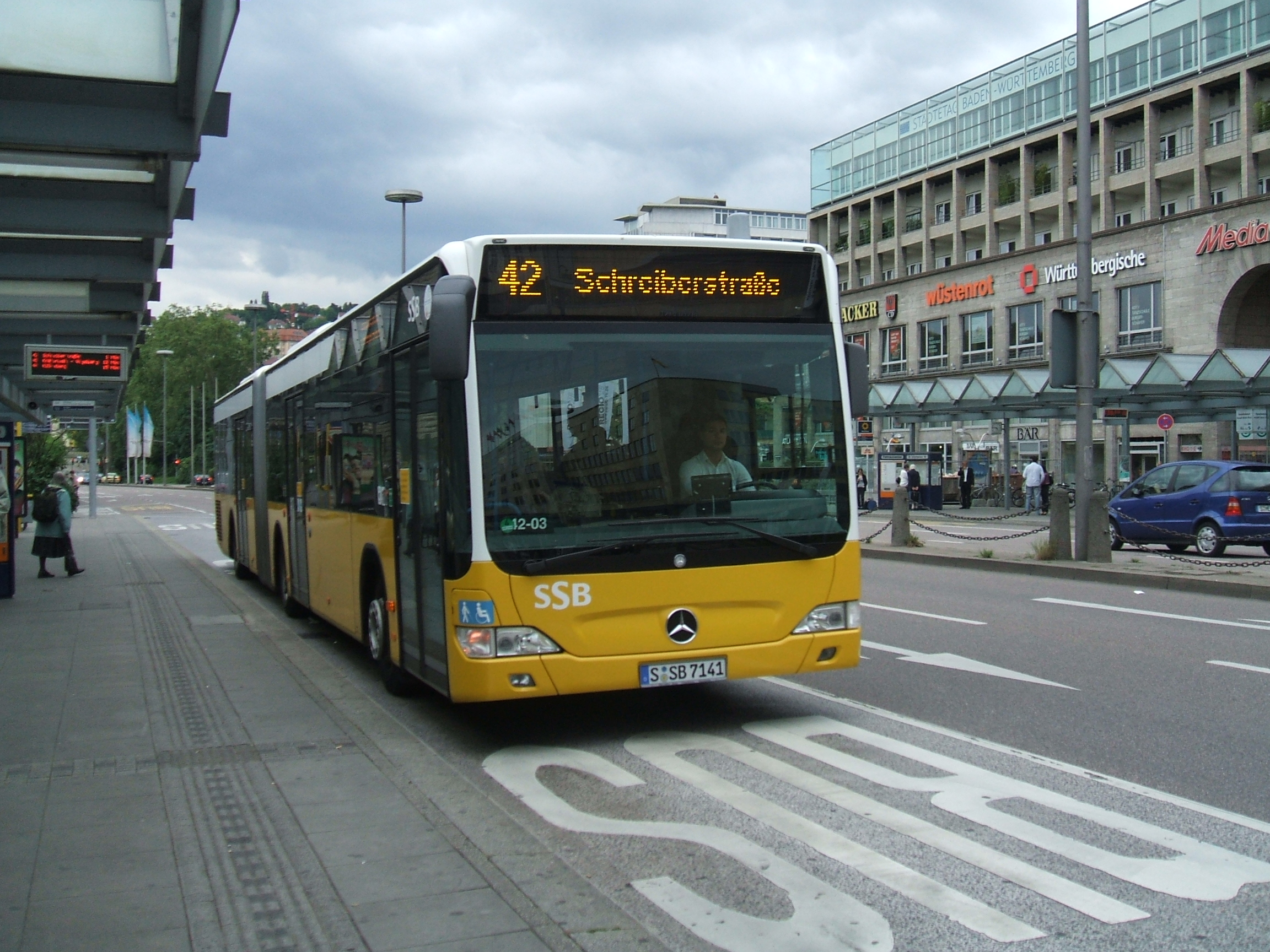
Niederflur-Gelenkbus (2007)

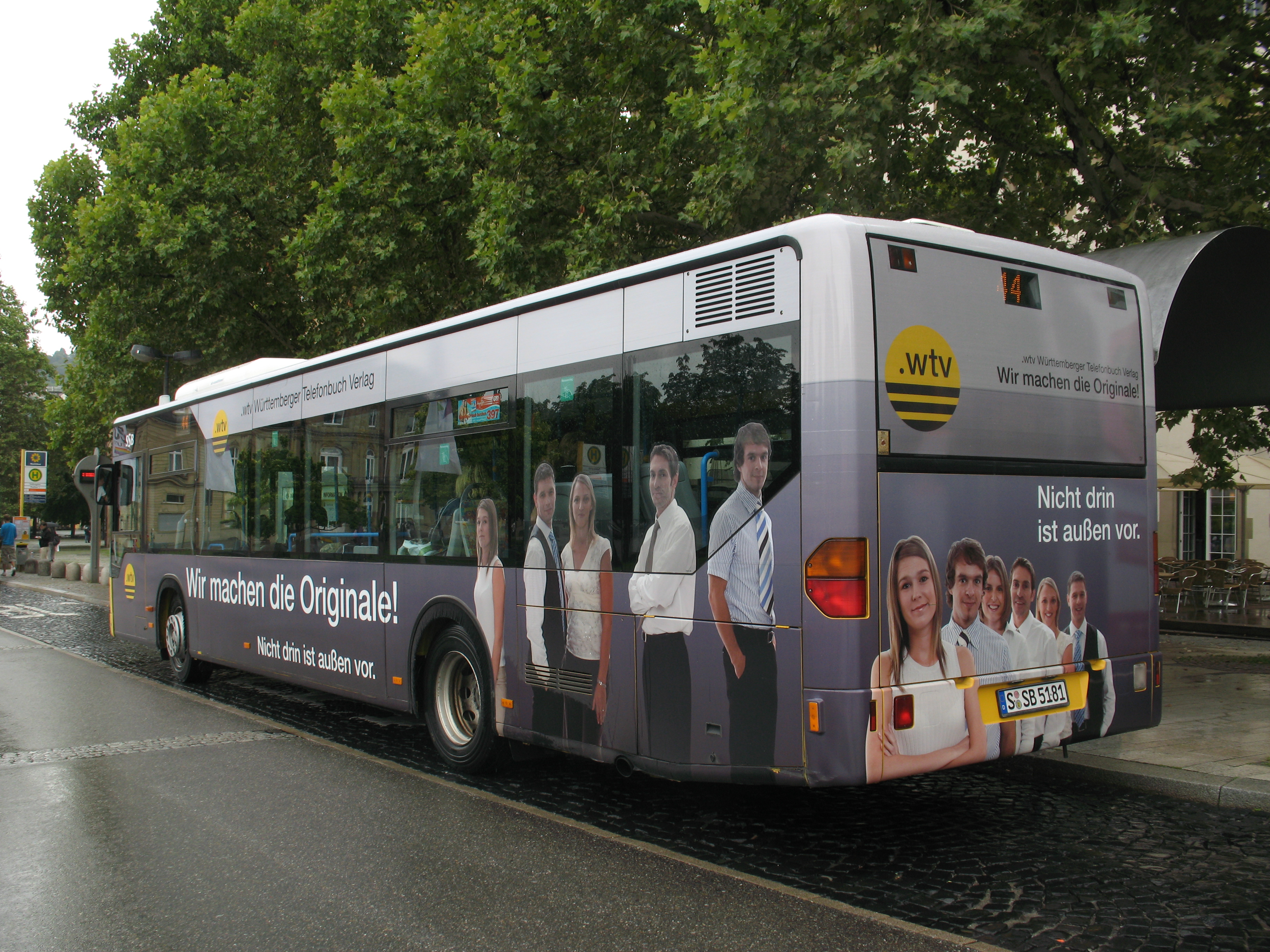
Mercedes-Benz Citaro-Bus (2010)

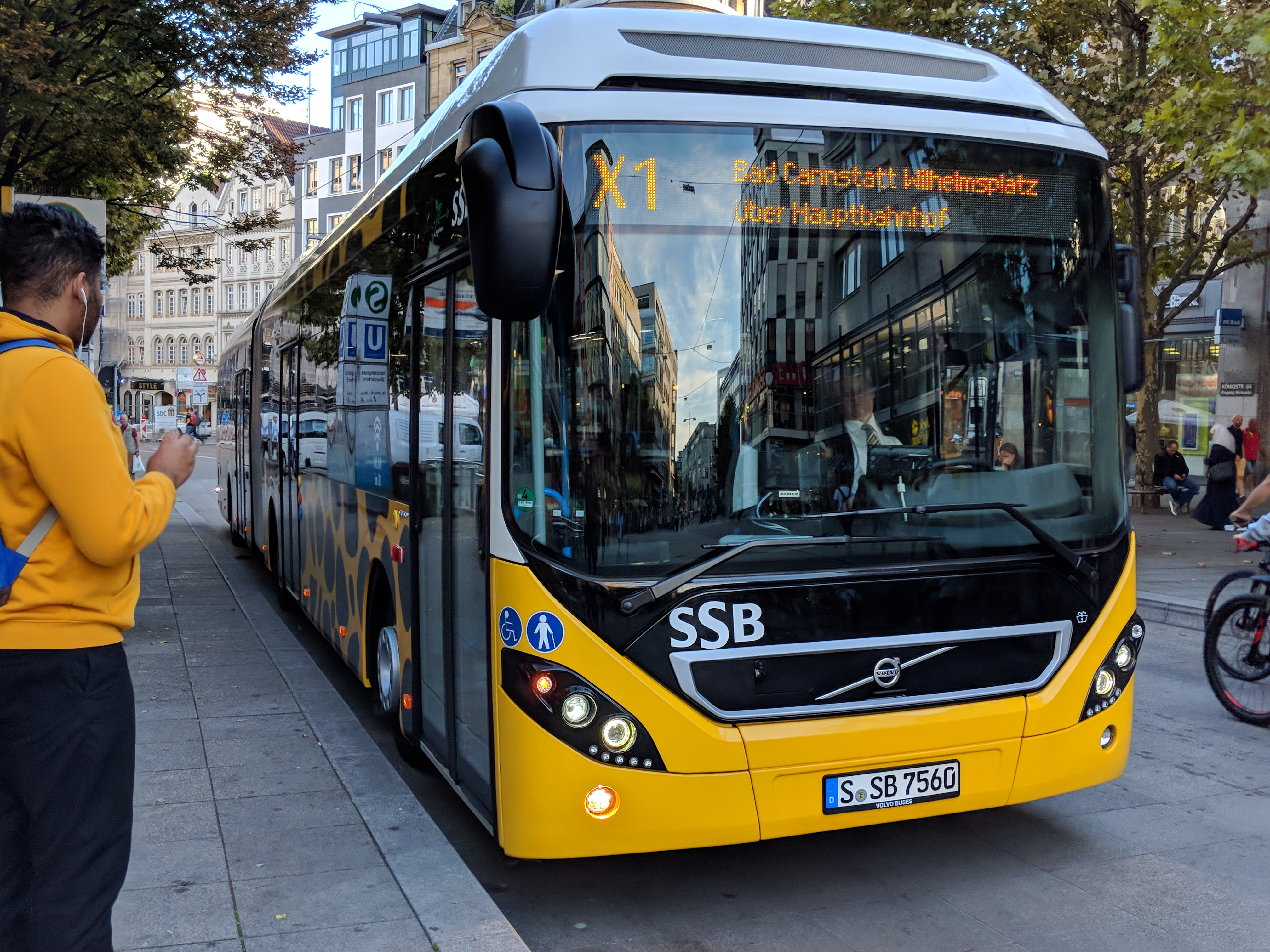
Volvo-Gelenkbus auf der ehemaligen Linie X1

#### Geschichte

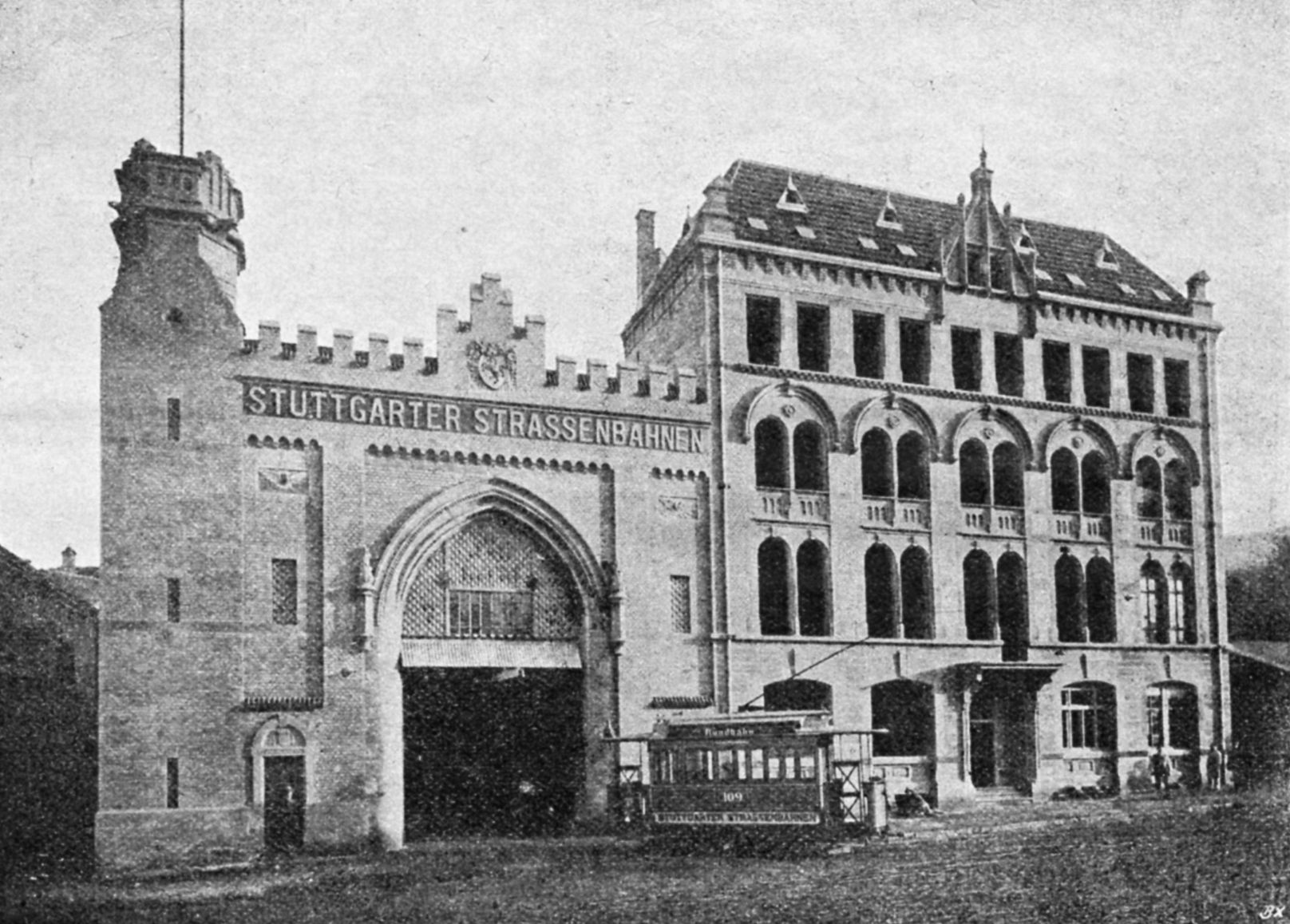
Zweietagiges Depot am Marienplatz (1898)

Das Zeitalter des städtischen Linienbusverkehrs in Stuttgart begann im September 1926 mit den ersten Linien der Firma Stuttgarter Kraftwagenlinien-Gesellschaft (SKG) mit der „Bäderlinie“ A Johannes-/Silberburgstraße – Schlossplatz – Kursaal Cannstatt. Die SKG war eine Gründung der Landeshauptstadt Stuttgart, der SSB (Mehrheitseigner) und der Daimler-Motorengesellschaft. Die Betriebsführung lag bei der SSB. Die ersten Busse lieferte die Firma Benz, Gaggenau.
1927 folgte die Gründung des sogenannten Autoverkehrsverbandes Stuttgart GmbH (AVS) durch die Städte und Kreise Stuttgart, Esslingen, Waiblingen, Leonberg und Nürtingen. Der AVS eröffnete 1927 die Linie L: Stuttgart – Solitude – Leonberg und die Linie N: Degerloch – Nürtingen. Bis 1928 folgten Linien nach Kemnat, Schmiden – Untertürkheim, Cannstatt – Oeffingen, Stuttgart – Waiblingen, Waiblingen – Esslingen, S-Vaihingen – Sindelfingen – Böblingen, 1929 Linie M: Stuttgart – Mahdental – Eltingen und andere. Auch hier übernahm die SSB die Betriebsführung. Obwohl die Fahrpreise höher waren als der vergleichbare Straßenbahntarif, arbeiteten die meisten Linien unrentabel, bald kam es zu ersten Einstellungen. Um weiteren Stilllegungen zuvorzukommen, übernahm deshalb die SSB auf Wunsch Stuttgarts zwischen 1931 und 1937 die meisten Linien, andere wurden an Private abgegeben. SKG und AVS wurden als Gesellschaften aufgelöst und ihre Anteile durch die SSB übernommen. Zur Unterscheidung von den gelb-schwarz-weißen Straßenbahnwagen der SSB trugen die Busse der SKG und der AVS eine grün-schwarz-weiße Lackierung, um das regional-kommunale Element zu betonen. Die SSB behielt diese Farbgebung für lange Zeit bei.
Wie in vielen anderen deutschen Städten untersuchte man in den 1930er Jahren auch in Stuttgart die Einführung von Oberleitungsbussen. Ende 1939 führten die SSB hierzu auf der Straßenbahnstrecke Westbahnhof–Charlottenbuche Versuchsfahrten mit einem geliehenen Oberleitungsbus durch. Bei diesen Testfahrten war nur eine der beiden Stromabnehmerstangen an der einpoligen Straßenbahn-Oberleitung angelegt. Der Rückstrom zwischen der abgezogenen zweiten Stange und den Rillenschienen erfolgte über ein Kabel. Der Versuch verlief positiv, jedoch verhinderten die Kriegsereignisse eine Einführung des neuen Verkehrsmittels. Zudem wäre die Investition in das Oberleitungsnetz nicht wirtschaftlich gewesen.
Nach dem Zweiten Weltkrieg nahm der Busverkehr der SSB sprunghaft zu, weil die neuen Wohngebiete am Stadtrand nicht so rasch mit Straßenbahnanschlüssen versorgt werden konnten, wie der Bedarf da war. 1960 betrieb die SSB bereits über 40 Linien mit über 170 Fahrzeugen. Etliche Linien vor allem in Stuttgart, aber auch im Umland hatte die SSB zuvor von privaten Unternehmen übernommen, weil die Landeshauptstadt Wert darauf legte, dass sich der Linienbusverkehr in und nach Stuttgart einheitlich in kommunaler Hand befinden sollte. Wirtschaftlich war der Busverkehr auch 1960 nicht, die Verluste mussten durch die Einnahmen der Straßenbahnlinien ausgeglichen werden. Ab 1951/1952 lackierte die SSB auch ihre Busse nach und nach in den üblichen Stuttgarter Kommunalfarben Gelb-Schwarz (mit weißem Fensterband) und setzte fast nur noch auf das Fabrikat Mercedes-Benz. Ab 1956 begann die Umstellung einiger veralteter, eher schwach frequentierter innerstädtischer Straßenbahnlinien auf den Bus.
Von 1965 bis 1975 kamen auf zwei Außenbuslinien Anderthalbdecker-Omnibusse auf Mercedes-Benz O 317 Fahrgestellen. Im Rahmen der Integration der SSB in den VVS 1978 erhielten die Außenbuslinien Zahlen anstatt der bisher üblichen Buchstaben zur Linienkennung.
Die bisherige Außenbuslinie A zum Flughafen wurde in den 1990ern, bedingt durch den S-Bahn-Ausbau, eingestellt. Nach der Eröffnung des Busbahnhofs Degerloch enden die meisten Filder-Überlandbuslinien nun anstatt am Hauptbahnhof bereits am Kesselrand. 
Das Busnetz der SSB umfasst neben dem Stuttgarter Stadtgebiet auch Linien in die Nachbarstädte Sindelfingen, Leonberg, Gerlingen, Korntal, Fellbach, Leinfelden-Echterdingen, Ostfildern und Filderstadt. Im weiteren Umland werden Neuhausen, Wolfschlugen und Nürtingen im Landkreis Esslingen bedient. Den längsten Streckenverlauf hat die Linie 92 von Stuttgart-Mitte über Leonberg nach Stuttgart-Heslach (41 km).
Die vollständig außerhalb des Stuttgarter Stadtgebiets verlaufenden Linien 35, 36, 37, 38, 67, 75, 94 und 98 wurden bis zum Jahresende 2018 abgegeben, damit die Stadt Stuttgart entsprechend der Verordnung (EG) Nr. 1370/2007 die Verkehrsleistungen in ihrer Aufgabenträgerschaft ab dem 1. Januar 2019 direkt an die SSB vergeben konnte. Gleichzeitig ging die ehemalige Linie 401 des Privatunternehmens Knisel auf die SSB über und wird nun unter der Liniennummer 53 geführt.
Am Abend des 30. September 2021 zerstörte ein Großbrand 25 Busse im Busbetriebshof Gaisburg, darunter zwei historische Busse des Straßenbahnmuseums Stuttgart. Ursache war ein Defekt eines elektrischen Bauteils in einem Batteriebus. Die SSB möchte die Abstellanlage auf dem Betriebshof bis voraussichtlich Frühjahr 2026 wieder aufbauen.

#### Buslinien
Im Jahr 1961 wurden die Innenstadtlinen und 1978 die Vorortlinien mit Nummern versehen – bis dahin wurden die Linien mittels Buchstaben unterschieden. Die Nummerierung der Linien erfolgte dabei nach folgendem Schema: Der 40er-Bereich bezeichnet Innenstadtlinien, während die Vorortlinien im Uhrzeigersinn – vom Nordosten mit den 50er-Linien bis zum Nordwesten mit den 90er-Linien – benannt werden. Die 2018 abgegebenen Filderquerlinien außerhalb des Stuttgarter Stadtgebiets bildeten eine Ausnahme, für sie griff man auf den ehemals von der Filderbahn verwendeten 30er-Bereich zurück.
| Linie    | Verlauf | Takt          |
| -------- | --- | ------------- |
| Mitte    | |               |
| X2       | Rotebühlplatz – Feuersee – Schwabstraße – Schillerhöhe – Leonberg Schnellbus, nur Mo–Fr von 6 bis 20 Uhr | 30, –, –      |
| 10       | Marienplatz – Haigst – Degerloch „Zackebus“, ersetzt die Zahnradbahn ab 21 Uhr; Einsatz von Kleinbussen mit Einschränkungen für Gruppen | 15/30, 15, 30 |
| 40       | Wagenburgstraße – Hauptbahnhof – Linden-Museum – Hölderlinplatz – Kräherwald – Vogelsang | 10, 10, 15    |
| 41       | Berliner Platz – Feuersee – Marienplatz – Lerchenrainschule | 10, 10, 15    |
| 42       | Schlossplatz – Eugensplatz – Gablenberg – Ostendplatz – Staatsgalerie – Hauptbahnhof – Linden-Museum – Schwabstraße – Erwin-Schoettle-Platz | 5/10, 10, 15  |
| 43       | Pragsattel – Killesberg – Doggenburg – Linden-Museum – Berliner Platz – Rotebühlplatz – Olgaeck – Marienplatz – Feuersee | 10, 10, 15    |
| 44       | Killesberg – Hauptbahnhof – Charlottenplatz – Feuersee – Schwabstraße – Westbahnhof | 10, 10, 15    |
| 45       | Buchwald – Gablenberg – Ostendplatz – Neckarpark (Stadion) – Mercedes-Benz-Welt – Bad Cannstatt Bahnhof in der HVZ 10-Minuten-Takt zwischen Mercedes-Benz-Welt und Bad Cannstatt Bahnhof | 20, 20, 30    |
| 47       | Wagenburgstraße → Charlottenplatz → Rathaus → Wilhelmsbau → Büchsenstraße → Kleiner Schlossplatz → Hauptbahnhof → Wagenburgstraße HVZ-Verstärkerlinie, nur Mo–Fr von 6 bis 9 Uhr und 15 bis 19 Uhr                                                                                           | 10, –, –      |
| Nordost  | |               |
| 50       | Killesberg – Doggenburg – Kräherwald – Westbahnhof nur Schülerverkehr | –             |
| 52       | (Stammheim Korntaler Straße –) Neuwirtshaus Borkumstraße – Zuffenhausen Ohmstraße/Bahnhof – Zuffenhausen Kelterplatz – Rot – Burgholzhof – Hallschlag – Rosensteinbrücke im 10-Minuten-Verstärkerverkehr jeder zweite Bus nur zwischen Zuffenhausen Bahnhof und Rosensteinbrücke             | 10/20, 20, 30 |
| 53       | Mühlhausen – Zazenhausen – Zuffenhausen Bahnhof (– Feuerbach Bahnhof ) | 20, 30, 25/35 |
| 54       | Freiberg – Mühlhausen – Max-Eyth-See – Neugereut – Neugereut Marabustraße (– Obere Ziegelei – Sommerrain ) in der HVZ 10-Minuten-Takt zwischen Max-Eyth-See und Sommerrain | 10/20, 20, 20 |
| 56       | Münster Bahnhof – Am Römerkastell – Rosensteinbrücke | 10/20, 20, 30 |
| 57       | Pragsattel → Robert-Bosch-Krankenhaus → Burgholzhof → Pragsattel | 15, 15, 20    |
| 58       | Schmiden – Obere Ziegelei (– Sommerrain ) in der HVZ nur bis Obere Ziegelei | 20, 30, 30    |
| Ost      | |               |
| 60       | Oeffingen – Schmiden – Fellbach Bahnhof – Fellbach Lutherkirche – Luginsland – Untertürkheim Bahnhof | 10/15, 20, 20 |
| 61       | Rotenberg – Untertürkheim Bahnhof – Obertürkheim Bahnhof von Mai bis Oktober sonntags 15-Minuten-Takt zwischen Rotenberg und Untertürkheim | 20, 20, 30    |
| 62       | Uhlbach – Obertürkheim Bahnhof – Hedelfingen – Rohracker | 15, 15, 30    |
| 64       | Stelle – Frauenkopf | 20, 30, 30    |
| 65       | (Uhibach -) Obertürkheim Bahnhof – Hedelfingen – Lederberg – Heumaden Bockelstraße – Sillenbuch Schemppstraße – Riedenberg – Birkach – Plieningen Garbe – Flughafen/Messe (SAB) in der HVZ 10-Minuten-Takt zwischen Obertürkheim und Heumaden Bockelstraße                                   | 20, 20, 30    |
| 66       | (Geschwister-Scholl-Gymnasium – Schemppstraße –) Kirchheimer Straße – Kühwasen – Sillenbuch – Kirchheimer Straße (– Geschwister-Scholl-Gymnasium) Mo–Fr in der HVZ (bis auf einzelne Fahrten) sowie täglich im Spätverkehr beginnt und endet die Linie an der Haltestelle Kirchheimer Straße | 15/30, 30, 30 |
| Süd      | |               |
| X4       | Degerloch ZOB – Landhaus – EnBW-City/Heigelinstraße – Bernhausen Bahnhof – Sielmingen – Wolfschlugen – Oberensingen – Nürtingen ZOB Schnellbus, nur Mo–Fr von 6 bis 19:30 Uhr | 30, –, –      |
| X7       | Degerloch ZOB – Landhaus – EnBW-City/Heigelinstraße – Stetten – Plattenhardt – Bonlanden – Harthausen Carl-Zeiss-Straße Schnellbus, nur Mo–Fr von 6 bis 20 Uhr | 30, –, –      |
| 70       | (Hoffeld – Degerloch –) Ruhbank (– Schönberg) – Birkach – Plieningen Garbe – Plieningen Seemühlenweg Mo–Fr tagsüber nur zwischen Ruhbank und Plieningen Seemühlenweg, 10-Minuten-Takt zwischen Ruhbank und Plieningen Garbe                                                                  | 20, 20, 30    |
| 71       | Hoffeld – Degerloch – Asemwald – Schönberg nur Mo–Fr tagsüber; im Spätverkehr und Sa/So ersetzt durch verlängerte Linie 70; 15-Minuten-Takt zwischen Hoffeld und Degerloch | 30, –, –      |
| 72       | Möhringen Bahnhof – Fasanenhof Europaplatz | 10/20, 20, 30 |
| 73       | Degerloch ZOB – Steckfeld – Plieningen Garbe – Scharnhausen – Neuhausen Brühlsiedlung 20- bzw. 30-Minuten-Takt zwischen Degerloch und Plieningen Seemühlenweg | 40, 60, 60    |
| 74       | Degerloch ZOB – Asemwald – Birkach – Plieningen Garbe – Bernhausen Bahnhof – Sielmingen – Wolfschlugen – Oberensingen – Nürtingen ZOB zwischen Bernhausen und Nürtingen 30-Minuten-Takt; Mo–Fr wird der Abschnitt zwischen Degerloch und Bernhausen nur im Spätverkehr bedient               | 30/60, 60, 60 |
| 76       | Degerloch ZOB – Asemwald – Birkach – Plieningen Garbe – Bernhausen Bahnhof – Bonlanden – Plattenhardt – Stetten – Echterdingen Bahnhof in der HVZ 15-Minuten-Takt zwischen Degerloch und Bernhausen                                                                                          | 30, 60, 60    |
| 77       | Degerloch ZOB – Landhaus – EnBW-City – Echterdingen Bahnhof – Stetten – Plattenhardt – Bonlanden – Harthausen Carl-Zeiss-Straße Mo–So tagsüber 30-Minuten-Takt zwischen Echterdingen Bahnhof und Harthausen                                                                                  | 30/60, 60, 60 |
| Südwest  | |               |
| 80       | Vaihingen Bahnhof (Ost) → Lapp Kabel → Handwerkstraße → Vaihingen Bahnhof (Ost) nur Mo–Fr von 5:15 bis 20:30 Uhr | 5/10/15, –, – |
| 81       | Büsnau – Lauchhau – Vaihingen Bahnhof – Rohr Bahnhof – Dürrlewang | 10, 20, 20    |
| 82       | Waldeck – Dachswald – Universität – Vaihingen Bahnhof – Rohrer Höhe – Rohr Mitte (– Musberg – Leinfelden Bahnhof ) HVZ-Verstärker zwischen Universität/Vaihingen Bahnhof und Rohr | 20, 20, 20    |
| 84       | Vaihingen Bahnhof – Kurmärker Kaserne – Sindelfingen ZOB (– Spitzholz – Büsnau – Lauchhau – Universität ) Mo–Fr tagsüber 30-Minuten-Takt zwischen Vaihingen Bahnhof und Gründgensstraße; Abschnitt Sindelfingen – Universität nicht sonntags und im Spätverkehr                              | 60, 60, 60    |
| 86       | Vaihingen Bahnhof – Rohr Mitte – Musberg – Leinfelden Bahnhof im Spätverkehr ersetzt durch verlängerte Linie 82 | 30, 30, 60    |
| Nordwest | |               |
| 90       | Korntal Bahnhof – Weilimdorf Löwen-Markt – Weilimdorf Bahnhof (– Weilimdorf Industriegebiet) – Hausen – Giebel | 15/30, 30, 30 |
| 91       | Feuerbach Bahnhof – Botnang – Forsthaus I (– Universität) – Lauchhau (-Büsnauer Platz) Mo–Sa tagsüber bis Lauchhau, an Schultagen in der HVZ weiter bis Büsnauer Platz in der NVZ und So bis Forsthaus I                                                                                     | 30, 30, 30    |
| 92       | Rotebühlplatz – Feuersee – Westbahnhof – Solitude – Schillerhöhe – Leonberg – Eltingen – Ramtel – Büsnau – Lauchhau – Universität – Heslach Vogelrain im Spätverkehr nur zwischen Rotebühlplatz und Leonberg Bahnhof; Sa/So tagsüber 30-Minuten-Takt zwischen Rotebühlplatz und Forsthaus II | 30, 60, 60    |
| 98       | Stammheim – Segelfalterstraße – Stammheim Einsatz von Kleinbussen mit Einschränkungen für Gruppen; Probebetrieb bis Ende 2024 | 30, 30, 30    |
| 99       | (Freiberg Schulzentrum –) Zuffenhausen Bahnhof (– Schlotwiese) – Porsche – Stammheim Korntaler Straße im Spätverkehr ersetzt durch verlängerte Linie 52 | 20, 40, 40    |

#### Nachtbus
Die Nachtbuslinien verkehrten nach ihrer Einführung im Jahr 1990 nur in den Nächten von Freitag auf Samstag und von Samstag auf Sonntag. Ende 2011 wurde das Angebot auf die Nacht von Donnerstag auf Freitag ausgeweitet. Seit Juli 2021 sind die Busse täglich unterwegs. Alle Nachtbuslinien im Stadtgebiet Stuttgart (N1–10) beginnen an der zentralen Abfahrtshaltestelle Schlossplatz. Sie fahren dort an allen Tagen um 1:20, 2:30 und 3:40 Uhr ab. In den Nächten von Freitag auf Samstag und von Samstag auf Sonntag sind sie zusätzlich auch um 2:00 und 3:10 Uhr unterwegs. Mit Ausnahme der Abfahrten um 3:10 und 3:40 Uhr führen alle Touren wieder zum Schlossplatz zurück. Die letzte Fahrt der Linie N8 um 3:40 Uhr verkehrt über Plieningen hinaus weiter zum Flughafen.
| Linie | Verlauf |
| ----- | --- |
| N1    | Schlossplatz → Marienplatz → Heslach → Universität → Vaihingen → Büsnau (→ Heslach → Schlossplatz)                                                      |
| N2    | Schlossplatz → Berliner Platz → Vogelsang → Botnang → Schwabstraße → Rotebühlplatz → Hölderlinplatz → Kräherwald (→ Killesberg → Schlossplatz)          |
| N3    | Schlossplatz → Feuerbach → Weilimdorf → Giebel → Gerlingen → Hausen → Feuerbach (→ Schlossplatz)                                                        |
| N4    | Schlossplatz → Stöckach → Bad Cannstatt → Münster → Hallschlag → Zuffenhausen → Stammheim → Zuffenhausen (→ Schlossplatz)                               |
| N5    | Schlossplatz → Ostheim → Bad Cannstatt → Steinhaldenfeld → Neugereut → Hofen → Mühlhausen → Freiberg → Rot → Burgholzhof (→ Nordbahnhof → Schlossplatz) |
| N6    | Schlossplatz → Stöckach → Wangen → Untertürkheim → Luginsland → Fellbach → Schmiden → Oeffingen → Bad Cannstatt (→ Schlossplatz)                        |
| N7    | Schlossplatz → Gänsheide → Ruhbank → Sillenbuch → Heumaden → Hedelfingen → Obertürkheim → Uhlbach → Untertürkheim → Wangen (→ Ostheim → Schlossplatz)   |
| N8    | Schlossplatz → Degerloch → Hoffeld → Asemwald → Birkach → Plieningen (→ Steckfeld → Degerloch → Schlossplatz) / (→ Flughafen/Messe)                     |
| N9    | Schlossplatz → Ostendplatz → Gablenberg → Degerloch → Sonnenberg → Möhringen → Fasanenhof → Möhringen (→ Degerloch → Schlossplatz)                      |
| N10   | Schlossplatz → Rosenbergplatz → Schwabstraße → Heslach → Kaltental → Vaihingen → Rohr → Dürrlewang (→ Möhringen → Degerloch → Schlossplatz)             |

#### Linienführungen im Juli 1932
| Linie     | Linienführung der Omnibusse |
| --------- | --- |
| A         | Paulinenstraße – Schloßplatz – Hauptbahnhof – Berg – Cannstatt – Kursaal                                                                                           |
| P         | Stöckach – Pragfriedhof – Wolframstraße |
| S         | Untertürkheim – Luginsland – Fellbach |
| H         | Degerloch – Birkach – Hohenheim |
| B         | Stuttgart Alter Postplatz – Südheim – Vaihingen – Mönchsbrunnen – Sindelfingen Rathaus                                                                             |
| EF        | Fellbach – Waiblingen – Stetten (– Eßlingen Rathaus) |
| K         | Sillenbuch – Kemnat |
| L         | Stuttgart Alter Postplatz – Westbahnhof – Forsthaus I – Forsthaus II – Solitude – Schillerhöhe – Leonberg                                                          |
| M         | Stuttgart Alter Postplatz – Südheim – Schatten – Glemseck – Eltingen – Leonberg                                                                                    |
| N         | Degerloch – Plieningen – Bernhausen – Sielmingen – Wolfschlugen – Nürtingen                                                                                        |
| R         | Uhlbach – Obertürkheim |
| U         | Sillenbuch – Heumaden – Ruit – Scharnhausen |
| Kraftpost | Stuttgart Postamt 1 (Fürstenstraße) – Degerloch – Möhringen – Echterdingen – Steinenbronn – Waldenbuch – Dettenhausen – Bebenhausen – Lustnau – Tübingen Postamt 1 |

Der Omnibusverkehr wurde von der Autoverkehrsverband Stuttgart GmbH (B, EF, K, L, M, N, R, U), der Stuttgarter Straßenbahnen AG (A, P, S), der Städtischen Filderbahn (H) und der Deutschen Reichspost durchgeführt.

#### Auftragsunternehmen
Mehrere Linien werden im Auftrag der SSB vollständig von den privaten Omnibusunternehmen Fischle (54, 58, 73), GR Omnibus (64, 66), Knisel (53, 99), Schlienz-Tours (60, 71), Omnibus-Verkehr Ruoff (91) und WBG (90) befahren.

#### Fuhrpark

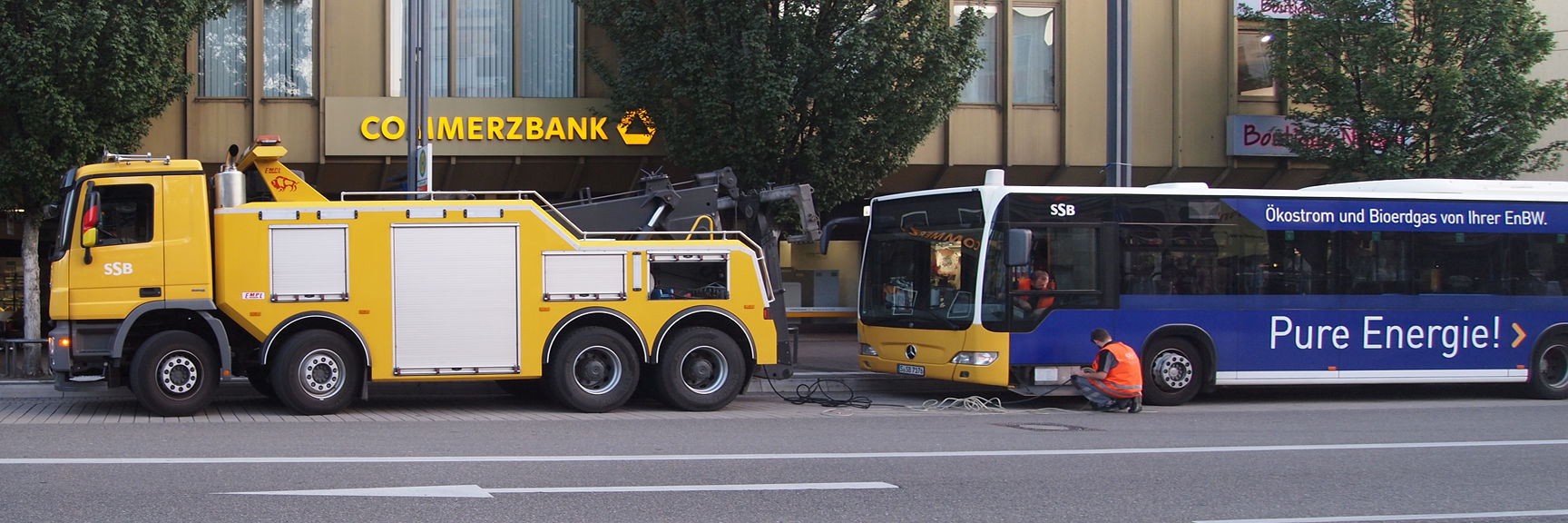
Die SSB verfügen über ein eigenes Abschleppfahrzeug.

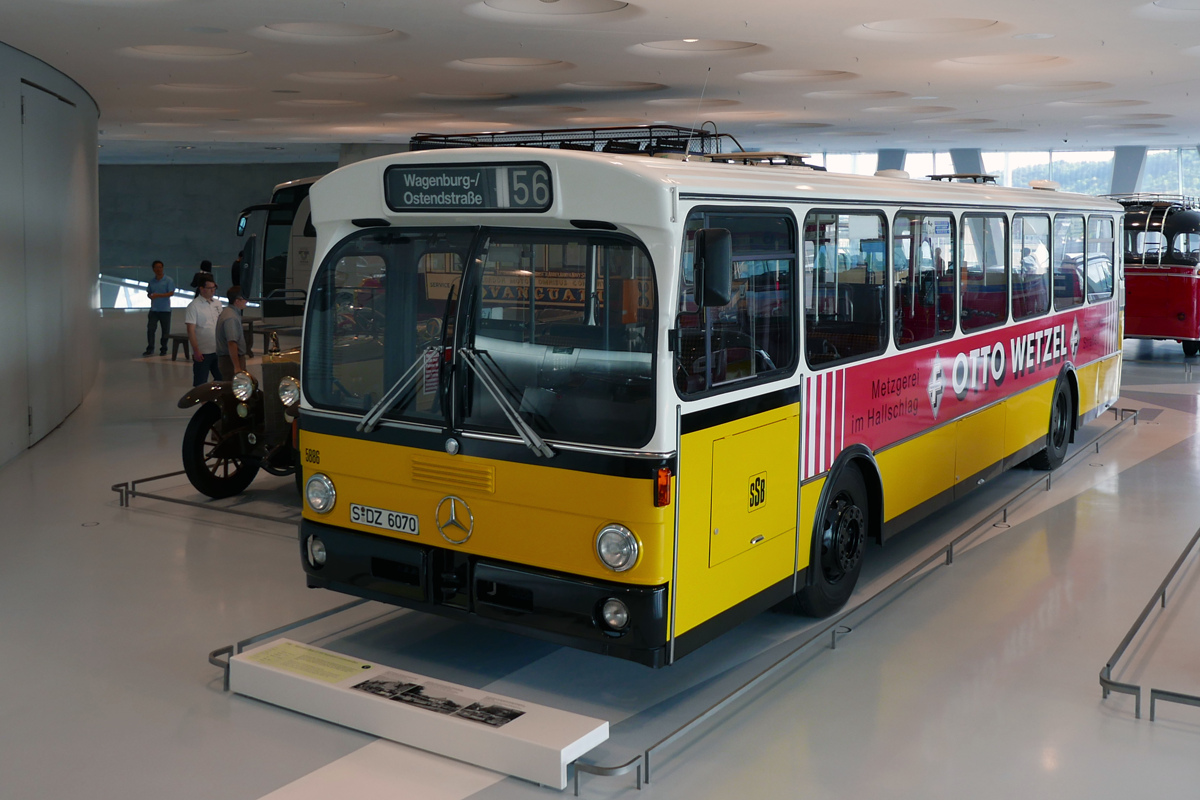
Mercedes-Benz O 305 der SSB im Mercedes-Benz-Museum

Die SSB verfügen über rund 270 eigene Omnibusse für den Linienverkehr, etwa 70 % davon sind Gelenkbusse. Nachdem Ende 2010 die letzten Hochflurbusse des Typs Mercedes-Benz O 405 ausgemustert wurden, sind heute nur noch vollständig niederflurige Fahrzeuge im Einsatz. Im Jahr 2012 wurden zehn niederflurige MAN-Gelenkbusse des Typs NG 363 (Baujahr 2001) ausgemustert, ab 2013 die erste Generation der Gelenkbusse des Typs Mercedes-Benz Citaro (Baujahre 2000–2006) und ab 2017 die ältesten Citaro-Solobusse (Baujahre 2003–2006). Seit 2019 entsprechen alle regulär im Linienverkehr eingesetzten Busse mindestens dem Abgasstandard EEV. Im Jahr 2020 wurden die letzten vier MAN-Solobusse ausgemustert, der Fuhrpark besteht seither ausschließlich aus Linienbussen der Marken Mercedes-Benz und Volvo.
Ab August 2008 verkehrten vier überlange Gelenkbusse vom Modell Mercedes-Benz CapaCity auf den Linien 42, 72 und 81. Im Jahr 2009 wurden vier weitere Fahrzeuge bestellt; 2010 folgte ein weiterer CapaCity, der zuvor als Vorführwagen im Einsatz war. Seit Ende 2010 fahren die CapaCity nur noch auf der am stärksten frequentierten Stuttgarter Innenstadtlinie 42, da sich der Betrieb auf den Linien 72 und 81 nicht rentierte. Alle neun Fahrzeuge verfügten über drei Türen. Im Dezember 2017 erfolgte die vorzeitige Ausmusterung dieser Busse – sie wurden durch zehn neue CapaCity mit vier Türen ersetzt. Vorausgegangen war die Ankündigung der SSB, aufgrund der Luftbelastung im Stuttgarter Talkessel dort ab 2018 nach Möglichkeit nur noch Fahrzeuge mit Euro-VI-Dieselmotor oder alternativen Antrieben einzusetzen.
Ab März 2014 kamen im Zuge des Projekts S-Presso – Stuttgarter Praxiserprobung von wasserstoffbetriebenen Omnibussen vorerst drei, später vier Wasserstoffhybrid-Busse des Typs Mercedes-Benz Citaro FuelCELL-Hybrid zum Einsatz. Mit den Wagen dieser Kleinserie sollte in mehreren europäischen Städten die Praxistauglichkeit des Brennstoffzellenantriebs in Linienbussen erprobt werden. Die Fahrzeuge verkehrten überwiegend auf den Linien 79 (Plieningen–Flughafen; bis Mai 2016, dann Linie eingestellt) und 67 (Stadtverkehr Fellbach; bis 2018). Bis zur Inbetriebnahme einer eigenen Wasserstofftankstelle auf dem Betriebshof Gaisburg im Dezember 2020 wurden die Busse nur sporadisch auf den Linien 41 und 45 eingesetzt, inzwischen sind sie dort regelmäßig unterwegs.
Zwölf Busse des Modells Mercedes-Benz Citaro GDH mit seriellem Hybridantrieb legten zwischen 2010 und Anfang 2016 rund zwei Millionen Kilometer zurück. Die Einsparung an Dieselkraftstoff soll bis zu 19 % betragen, das größte Potenzial hat sich dabei auf der topografisch anspruchsvollen Linie 43 gezeigt. Seit 2015 werden auch Busse der Marke Volvo mit parallelem Hybridsystem eingesetzt. Nachdem diese zuerst nur in der Solobusvariante beschafft wurden, fahren seit Oktober 2018 auch fünf Gelenkbusse des Typs Volvo 7900 A Hybrid, die zuerst auf der ehemaligen Schnellbuslinie X1 eingesetzt wurden. Außerdem kommen seit Ende 2017 Fahrzeuge des Modells Mercedes-Benz Citaro hybrid in Gelenkausführung und seit Ende 2018 auch in der Solobusvariante zum Einsatz, die als Mild-Hybrid ausgeführt sind.
Ab September 2020 waren auch zwei vollelektrische Gelenkbusse des Typs Volvo 7900 EA auf der Linie X1 unterwegs, Anfang 2021 folgten zwei Exemplare des Typs Mercedes-Benz eCitaro G. Am 30. September 2021 kam es zu einem Großbrand im Betriebshof Gaisburg, der mutmaßlich durch einen Defekt beim Ladevorgang eines eCitaro G ausgelöst wurde. Bei diesem Brand wurden 25 Busse zerstört, darunter 23 Linienbusse einschließlich zwei der neuen Elektrobusse, sowie zwei historischer Busse aus den Jahren 1961 und 1981.
Neben den nachfolgend aufgeführten Fahrzeugen unterhalten die SSB noch einen Fuhrpark, bestehend aus aktuell neun (ehemals elf) historischen Omnibussen, die vom Verein Stuttgarter Historische Straßenbahnen betreut werden. Die meisten dieser Busse sind fahrbereit und kommen für Sonderfahrten zum Einsatz. Darüber hinaus ist ein O 305 der SSB im Mercedes-Benz-Museum ausgestellt. Die Flotte der Tochtergesellschaft SSB-Reisen besteht aktuell aus vier bis fünf Reisebussen der ComfortClass 500 von Setra, die in der Regel nach fünf Jahren durch Neufahrzeuge ersetzt werden. Zuvor dominierte das Modell Neoplan Cityliner lange Zeit den Reisebus-Fuhrpark.
| Anzahl | Modell                              | Wagennummer | Baujahr    | Art             | Länge       | Türen   | Bemerkung                                     |
| ------ | ----------------------------------- | ----------- | ---------- | --------------- | ----------- | ------- | --------------------------------------------- |
| 128    | Mercedes-Benz Citaro G (C2)         | 7214–7348   | 2015–2022  | Gelenkbus       | 18 Meter    | 3 Türen | Dieselmotor (Euro VI)                         |
| 38     | Mercedes-Benz Citaro G (Facelift)   | 7172–7213   | 2009–2013  | Gelenkbus       | 18 Meter    | 3 Türen | Dieselmotor (EEV)                             |
| 31     | Volvo 7900 Hybrid/Electric Hybrid   | 5505–5535   | 2015–2022  | Solobus         | 12 Meter    | 2 Türen | paralleler Hybrid (Euro VI)                   |
| 17     | Mercedes-Benz Citaro hybrid (C2)    | 5227–5245   | 2018, 2022 | Solobus         | 12 Meter    | 2 Türen | Mild-Hybrid (Euro VI); 5227 und 5228 mit WLAN |
| 16     | Mercedes-Benz Citaro (Facelift)     | 5191–5208   | 2010       | Solobus         | 12 Meter    | 2 Türen | Dieselmotor (EEV)                             |
| 13     | Mercedes-Benz Citaro (C2)           | 5209–5225   | 2015–2017  | Solobus         | 12 Meter    | 2 Türen | Dieselmotor (Euro VI)                         |
| 10     | Mercedes-Benz CapaCity (C2)         | 7710–7719   | 2017       | Gelenkbus       | 19,73 Meter | 4 Türen | Dieselmotor (Euro VI)                         |
| 4      | Mercedes-Benz Citaro GDH (Facelift) | 7548–7552   | 2013       | Gelenkbus       | 18 Meter    | 3 Türen | serieller Hybrid (EEV)                        |
| 5      | Mercedes-Benz Citaro G hybrid (C2)  | 7553–7557   | 2017       | Gelenkbus       | 18 Meter    | 3 Türen | Mild-Hybrid (Euro VI); WLAN                   |
| 5      | Volvo 7900 A Hybrid                 | 7558–7562   | 2018       | Gelenkbus       | 18 Meter    | 3 Türen | paralleler Hybrid (Euro VI); WLAN             |
| 4      | Mercedes-Benz Citaro BZH            | 5501–5504   | 2013/2014  | Solobus         | 12 Meter    | 3 Türen | Brennstoffzellen-Hybrid (ZEV)                 |
| 1      | Volvo 7900 EA                       | 7563        | 2020       | Gelenkbus       | 18 Meter    | 3 Türen | Elektromotor (ZEV); WLAN                      |
| 2      | Fahrradanhänger                     | 9901–9902   | 2014       | Fahrradanhänger |             |         | Rad-Tourer-Einsätze auf der Linie 92          |

#### Betriebshöfe
Der Einsatz der Omnibusse erfolgt von drei Betriebshöfen aus. Rund 140 Busse sind in Gaisburg (BF 6)▼ stationiert, wo sich auch die Omnibus-Hauptwerkstatt befindet. Dieser Betriebshof besteht seit 1988, im Jahr 1997 wurde er vergrößert und löste den 1931 errichteten Betriebshof Cannstatt ab. Von hier aus werden die 40er, 50er, 60er und 90er Linien bedient. Der 1975 eröffnete Betriebshof am SSB-Zentrum in Möhringen (BF 7)▼ mit ungefähr 90 Bussen ist für die Linien 80 bis 86, die meisten Kurse der Linien 41 und 72 sowie einzelne Kurse auf den Linien 70, 71, 74, 76 und 77 zuständig. Auf den Linien 40, 42, 43, 44, 50 und 57 teilen sich die Betriebshöfe Gaisburg und Möhringen die Umläufe. Im seit 1957 bestehenden Betriebshof Filderstadt-Sielmingen (BF 8)▼ sind rund 40 Omnibusse für die Linien 70, 71, 72, 74, 76 und 77 sowie einzelne Kurse der Linie 65 untergebracht.

### Killesbergbahn
Zum 1. Januar 2011 hat die SSB vom Garten- und Friedhofsamt der Stadt Stuttgart die Killesbergbahn übernommen, eine Parkeisenbahn im Killesbergpark. Als reine Parkeisenbahn mit nur einer Haltestelle ist sie nicht in den Verkehrsverbund eingebunden.

### SSB Flex

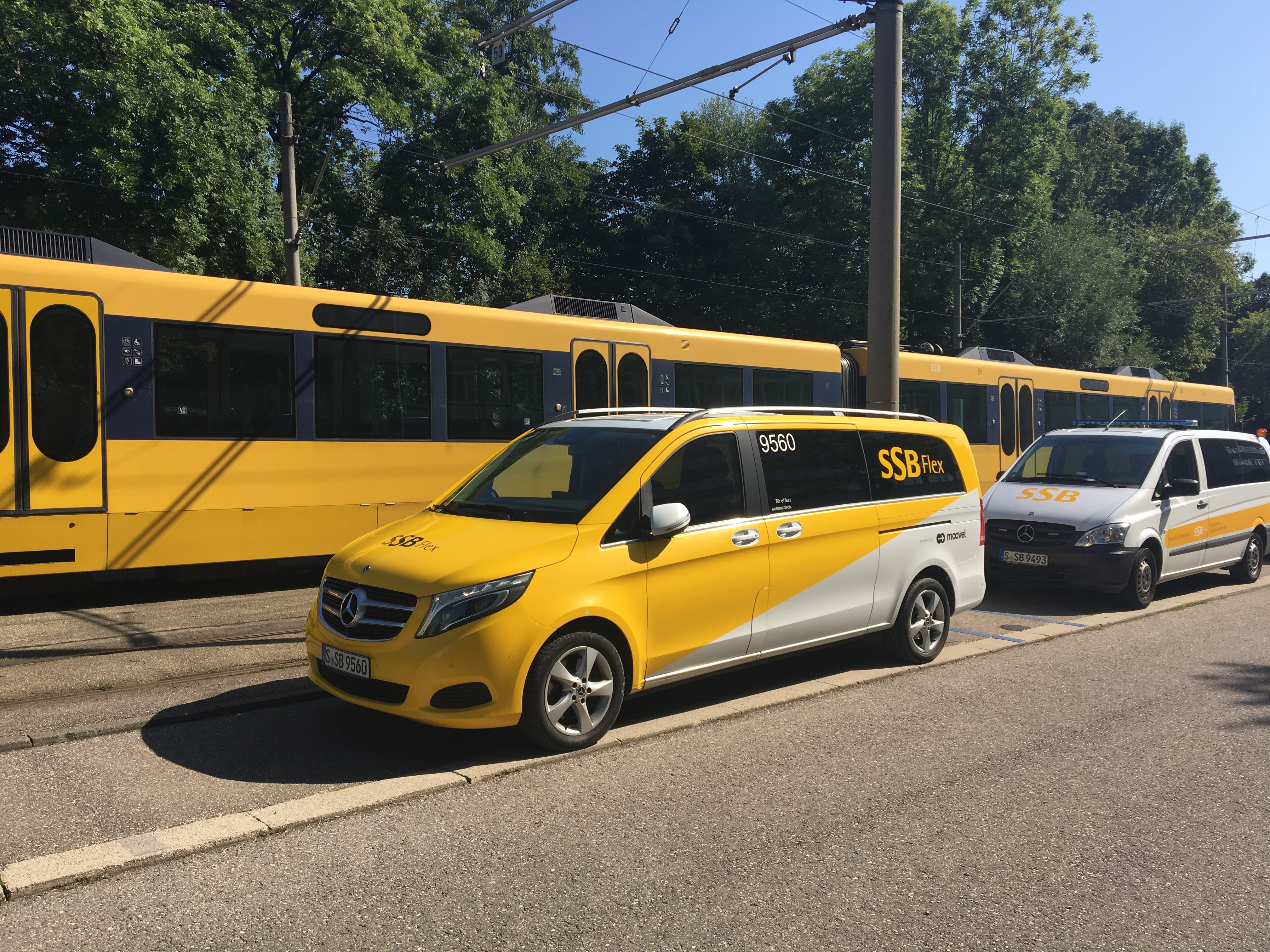
Eine Mercedes-Benz V-Klasse von SSB Flex

Zum 1. Juni 2018 führte die SSB ein Ridepooling-Angebot unter dem Namen SSB Flex ein. Die Technologie stammt von der moovel Group GmbH, einem Tochterunternehmen der Daimler AG, die seit Dezember 2017 die Technologie in einem öffentlichen Pilotbetrieb in Stuttgart getestet hatte. Bei SSB Flex handelt es sich um das deutschlandweit erste Ridepooling-Angebot, das gemäß Personenbeförderungsgesetz als Linienverkehr genehmigt wurde.
Zur Betriebsaufnahme im Juni 2018 wurde SSB Flex werktäglich im Tagesverkehr als Zu- und Abbringer von Umsteigeknotenpunkten im SSB-Netz in den Stadtteilen Bad Cannstatt und Degerloch sowie im Abend- und Nachtverkehr donnerstags, freitags und samstags in der Stuttgarter Innenstadt angeboten. Zum 1. August 2019 wurde das Geschäftsgebiet auf das gesamte Stadtgebiet von Stuttgart erweitert und die Betriebszeiten auf täglich ab 18 Uhr bis 2 (sonntags bis mittwochs) bzw. 4 Uhr (donnerstags bis samstags) am Folgetag geändert. Der Inselbetrieb im Tagesverkehr in Bad Cannstatt und Degerloch wurde in diesem Zuge aufgegeben. Seit Dezember 2019 wird zusätzlich werktäglich vor- und nachmittags im Stuttgarter Süden ein auf im SynergiePark Vaihingen Beschäftigte ausgerichteter Verkehr angeboten.
Die Buchung ist über eine Mobile App, eine Webseite und telefonisch möglich. Mit der App kann eine intermodale Fahrt als Kombination aus SSB Flex und konventionellem ÖPNV gebucht werden.
Die SSB-Flex-Flotte bestand zur Betriebsaufnahme aus zehn Fahrzeugen der Mercedes-Benz V-Klasse und der vollelektrischen Variante der Mercedes-Benz B-Klasse. Im Dezember 2019 kamen zwei eVito Tourer dazu.

## Geschichte

Dieses Logo der SSB, das 1998 durch das aktuelle Firmenzeichen ersetzt wurde, ist heute noch auf zahlreichen Fahrzeugen und betrieblichen Anlagen zu finden

Für die Geschichte der einzelnen Verkehrsmittel: Abschnitte zur Geschichte in den Artikeln Straßenbahn Stuttgart und Stadtbahn Stuttgart sowie Abschnitt zur Geschichte des Omnibusverkehrs in diesem Artikel.

### Unternehmensgeschichte
Die Geschichte der Stuttgarter Straßenbahnen reicht bis zum 7. April 1868 zurück, als die Stuttgarter Pferde-Eisenbahn-Gesellschaft (SPE) gegründet wurde, die ab dem 29. Juli 1868 eine normalspurige Pferdebahn betrieb. Die Neue Stuttgarter Straßenbahngesellschaft Lipken und Cie. (NSS) richtete 1886 eine weitere, meterspurige Pferdebahn ein. Drei Jahre später, am 27. Februar 1889, fusionierten die SPE und die NSS zur heutigen Stuttgarter Straßenbahnen AG (SSB), wobei man sich auf Meterspur als einheitliche Spurweite einigte. Ab 1912 betrieben die SSB dann im Auftrag der Eßlinger Städtischen Straßenbahn (ESS) auch die 1944 stillgelegte Straßenbahn Esslingen am Neckar. Im Jahre 1919 wurde zudem die Cannstatter Straßenbahn GmbH von den SSB übernommen. Nachdem eine Gleisverbindung zwischen dem Netz der Straßenbahn Stuttgart und der Filderbahn gebaut worden war, übernahmen die SSB im folgenden Jahr die Betriebsführung der Filderbahn. 
Am 30. Oktober 1929 wurde die Standseilbahn zum Waldfriedhof in Betrieb genommen. 1934 erfolgte die Übernahme von Filderbahn-Gesellschaft und der Städtischen Straßenbahn Feuerbach durch die SSB. An der Betreibergesellschaft der Straßenbahn Esslingen–Nellingen–Denkendorf, die nach Einstellung ihres Straßenbahnbetriebs zum 28. Februar 1978 noch bis Ende 2015 als END Verkehrsgesellschaft firmierte, waren die SSB zuletzt mit 12,5 % beteiligt.
Nach der Umstellung der Esslinger Straßenbahn auf Oberleitungsbus-Betrieb übernahmen die SSB 1944 den größten Teil der Fahrzeuge und gliederten sie in ihr Fahrzeugschema ein. Der Oberleitungsbus Esslingen am Neckar erreicht seitdem Stuttgart-Obertürkheim, er wurde bis 1950 auch durch die SSB betrieben.
Mit der Gründung des Verkehrs- und Tarifverbunds Stuttgart (VVS) im Jahr 1978 wurden die SSB in diesen eingebunden. Die SSB gaben gleichzeitig die Betriebsführung der auf Omnibus umgestellten END-Straßenbahnlinien an den Städtischen Verkehrsbetrieb Esslingen am Neckar (SVE) ab.
Seit 1979 gibt es in den Verkehrsmitteln der SSB automatische Haltestellenansagen, die bis heute von Dorothee Roth gesprochen werden.
Durch die vollständige Integration aller ÖPNV-Linien Stuttgarts und der angrenzenden Landkreise in den VVS entfiel 1993 die bisherige Verbundstufe II für Zeitkarteninhaber.
Seit 2003 besteht für Unternehmen in unmittelbarer Nähe einer Haltestelle die Möglichkeit, einen werblichen Namenszusatz an dieser Haltestelle zu erwerben. Der Firmenname wird dabei in Klammern hinter den Haltestellennamen gesetzt. Er erscheint auf der Haltestellenbeschilderung und in den Ansagen, nicht jedoch in Fahrplänen, Liniennetzplänen und den Informationseinrichtungen in den Fahrzeugen. Im Jahr 2017 waren rund 50 Bus- und Stadtbahnhaltestellen mit einem Namenszusatz versehen. 2005 wurden die Liniennummern- und Zugzielanzeigen der Stadtbahnwagen und Busse von Rollbändern auf LED-Anzeigen umgestellt.
Am 8. Dezember 2007 endete mit der Umstellung der Linie 15 auf Stadtbahnbetrieb die Ära der Straßenbahn in Stuttgart, seitdem betreibt die Stuttgarter Straßenbahnen AG ohne ihren Namen zu ändern nur noch Stadtbahnen und Omnibusse sowie Zahnradbahn und Seilbahn.
Aufgrund von Personalmangel wurden im Juli 2023 diverse temporäre Linienkürzungen und Einsparungen im Stadtbahnnetz eingeführt. Die bis dahin als zuverlässig angesehene SSB wurde im Zuge dessen vielfach für ihre mangelhafte Informationspolitik kritisiert.

### Wirtschaftliche Entwicklung
Im Jahr 2013 hatte die Gesellschaft einen Kostendeckungsgrad von 94,5 %. Sie erzielte 199,3 Millionen Euro Fahrgeldeinnahmen; dennoch war ein städtischer Zuschuss von 17,5 Millionen Euro notwendig. 2014 wiesen die SSB – erstmals seit 1959 – einen Gewinn in Höhe von 5,6 Millionen Euro aus. Ohne Einmaleffekte durch den Verkauf von Liegenschaften wäre ein Verlust von 22 Millionen Euro angefallen. Die Fahrgeldeinnahmen lagen bei 224 Millionen Euro. Die Investitionen lagen bei rund 100 Millionen Euro, davon entfielen 68 Millionen auf die Straßenbahn-Infrastruktur sowie 24 Millionen Euro für Busse und Bahnen. 42 Millionen Euro wurden durch Zuschüsse und Erstattungen erwirtschaftet. Die Verschuldung lag bei 199 Millionen Euro.
2017 stiegen die Umsatzerlöse auf 325,2 Millionen Euro, davon 235 Millionen aus Fahrgeldeinnahmen (3,9 % mehr als 2016). Der Gesamterlös wurde mit 343,3 Millionen Euro angegeben. Demgegenüber standen Aufwendungen von 361,6 Millionen Euro, was zu einem Defizit von ca. 18,35 Millionen Euro für das Geschäftsjahr führte.